# Выльгырыпын
Выльгырыпын (Выльхырыннын) — горное озеро в Иультинском районе Чукотского автономного округа России. Площадь зеркала — 4,92 км², водосборная площадь 294 км². Расположено в отрогах Пегтымельского хребта Чукотского нагорья на высоте 412 м над уровнем моря
Название в переводе с чук. Вылгырыннын — весенние рога.
Водоём вытянут в широтном направлении. В озере берёт исток река Выльхырыннынпильхин, сюда же впадает несколько небольших рек и ручьёв.
По данным Государственного водного реестра России, относится к Анадыро-Колымскому бассейновому округу.